# Borough de la péninsule de Kenai
Pour les articles homonymes, voir Kenai.
Le borough de la péninsule de Kenai (Kenai Peninsula Borough en anglais) est un borough, c'est-à-dire une des subdivisions de l'Alaska aux États-Unis.

## Villes et localités
- Anchor Point
- Bear Creek
- Beluga
- Clam Gulch
- Cohoe
- Cooper Landing
- Crown Point
- Diamond Ridge
- Fox River
- Fritz Creek
- Funny River
- Halibut Cove
- Happy Valley
- Homer
- Hope
- Kachemak
- Kachemak Selo
- Kalifornsky
- Kasilof
- Kenai
- Lowell Point
- Miller Landing
- Moose Pass
- Nanwalek
- Nikiski
- Nikolaevsk
- Ninilchik
- Port Graham
- Primrose
- Razdolna
- Ridgeway
- Salamatof
- Seldovia
- Seldovia Village
- Seward
- Soldotna
- Sterling
- Sunrise
- Tyonek
- Voznesenka

## Autres lieux
- Tustumena Lake
- Bear Lake
- Kenai Lake
- Rivière Kenai
- Skilak Lake
- Trail Lakes
- Rivière Tlikakila
- Rivière Anchor

## Démographie
| 1960  | 1970   | 1980   | 1990   | 2000   | 2010   |
| ----- | ------ | ------ | ------ | ------ | ------ |
| 6 097 | 14 250 | 25 282 | 40 802 | 49 691 | 55 400 |